# Gulliver no Uchū Ryokō
Gulliver no Uchū Ryokō (jap. ガリバーの宇宙旅行, Garibā no Uchū Ryokō) ist ein Anime-Film von Toei Animation aus dem Jahr 1965. Das Science-Fiction-Abenteuer basiert lose auf dem Roman Gullivers Reisen und handelt von der Reise einer Gruppe Freunde um den gealterten Gulliver durch den Weltraum zu fremden Planeten. International wurde der Anime unter anderem als Gulliver’s Travels Beyond the Moon bekannt.

## Handlung
Der Waisenjunge Ted freundet sich mit dem Streunerhund Mack, der Holzpuppe Colonel und der Krähe Crow an. Gemeinsam machen sie einen Vergnügungspark unsicher, werden aber bald von den Wachen entdeckt und fliehen in einer Rakete. Sie landen in einem tiefen Wald vor dem Haus des alten Abenteurers Gulliver. Mit ihm machen sie sich im Raumschiff Gulliver auf die Reise zum Planeten der Blauen Hoffnung. Unterwegs werden sie von einem Meteoritenschwarm bedroht und von einem mysteriösen anderen Schiff gerettet, das sie durch den Rückwärts-Zeitnebel schickt und verjüngt. Bald zwingt sie eine Raumstreife zum Landen auf einen fremden Planeten. Sie lernen, dass es die Prinzessin dieses Planeten war, die sie rettete. Sie und ihr Volk kamen vom Planeten der Hoffnung, der jetzt von Maschinen beherrscht wird. Diese greifen auf der Suche nach der Prinzessin auch diesen Planeten an und sie wird vor den Augen der Freunde entführt. So machen sich Ted, Gulliver und die anderen auf, sie zu retten. Sie entdecken, dass Wasser der Schwachpunkt der Roboter ist, und können sie auf dem Planeten der Hoffnung vernichten, ihre Königin besiegen und die Prinzessin befreien.

## Produktion und Veröffentlichung
Der Film entstand beim Studio Toei Animation unter der Regie von Yoshio Kuroda. Das Drehbuch schrieb Shinichi Sekizawa und die künstlerische Leitung lag bei Saburo Yokoi. Für den Schnitt war Ikuzo Inaba verantwortlich und die Animationsarbeiten leiteten Hideo Furusawa und Takashi Abe. An der Produktion war auch der später als Regisseur berühmt gewordene Hayao Miyazaki beteiligt, als Zwischenphasenzeichner sowie als Ideengeber für die letzten Szenen des Films, an denen er unter der Leitung von Yasuo Ōtsuka arbeitete. Die Musik des Films komponierte Isao Tomita. Der Vorspann ist unterlegt mit dem Lied Gulliver Gō March (ガリバー号マーチ) von Nishirokugo Boys Choir und innerhalb des Films kommt das Lied Yūenchi no Uta (遊園地のうた) von Danny Iida, Paradise King und dem Nishirokugo Boys Choir.
Premiere des Films war am 20. März 1965 in den japanischen Kinos. Der Anime kam am 23. Juli 1966 in die amerikanischen Kinos und wurde später in den Vereinigten Staaten auch im Samstag-Nachmittags-Fernsehen gezeigt. Der Sender Cempae zeigte ihn im mexikanischen Fernsehen und bei Amazon Prime wurde die englische Fassung per Streaming veröffentlicht.

## Synchronisation
| Rolle           | Japanische Synchronsprecher (Seiyū) |
| --------------- | ----------------------------------- |
| Lemuel Gulliver | Kyu Sakamoto                        |
| Ted             | Seiji Miyaguchi                     |
| Mack der Hund   | Junko Hori                          |
| Crow            | Makiko Ito                          |
| Colonel         | Shoichi Ozawa                       |

## Rezeption
Obwohl der Film nicht erkennbar japanisch ist, sondern sich einer im Westen bekannten Geschichte bediente, war er in den USA nicht erfolgreicher als die erkennbar asiatischen Filme Tōeis aus den Vorjahren. Der Film mische, so Jerry Beck, bewusst die im Westen bekannten Geschichten vom Abenteuerer Gulliver in fremden Ländern mit Versatzstücken aus den Märchen von Hans-Christian Andersen in Form der Puppen und des Waisen Ted. Doch die Entscheidung für diese Themen, mit der man international mehr Anklang habe finden wollen, schlug fehl. Beck bewertet die Geschichte als harmlos, aber ohne Spannung und in der Mischung von sprechenden Puppen mit Science-Fiction als „eine Beleidigung für die Intelligenz des Zuschauers“. In einer zeitgenössischen Kritik im The Monthly Film Bulletin wird die englische Sprachfassung als „reizlos“, „mittelmäßig“ und „wenig einfallsreich“ beschrieben.